# Children of Men
Children of Men is een film uit 2006 onder regie van Alfonso Cuarón. Het verhaal is gebaseerd op het gelijknamige boek van P.D. James. De productie won zeventien filmprijzen - waaronder twee BAFTA's en twee bekroningen op het Filmfestival van Venetië - en werd genomineerd voor drie Oscars.

## Verhaal

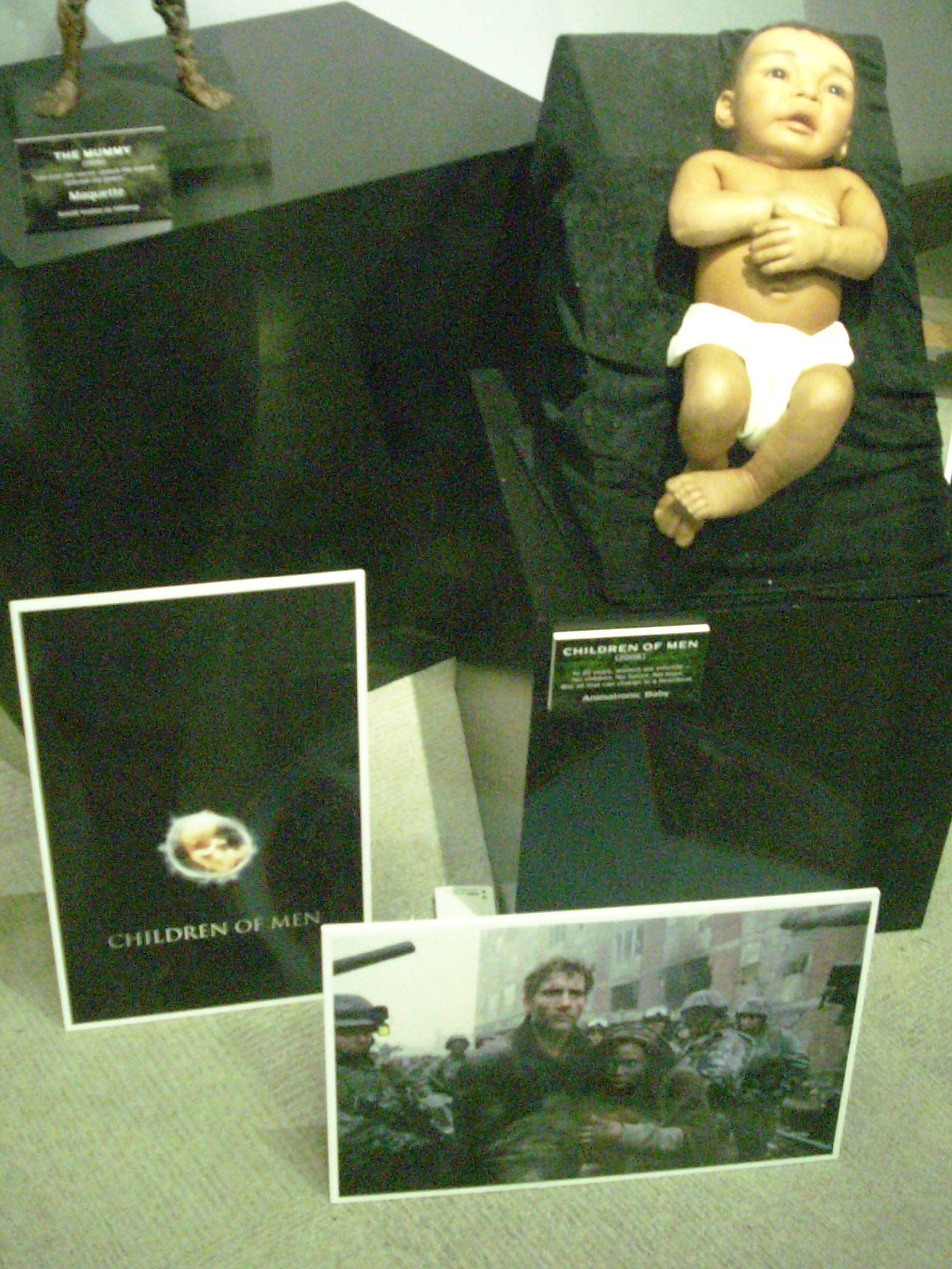
Baby-prop uit Children of Men

Het is het jaar 2027 en sinds 2009 is er geen mens meer geboren. De mensheid kan zich niet meer voortplanten en sterft langzaam maar zeker uit. Wanneer de laatst geboren persoon, Baby Diego (Juan Gabriel Yacuzzi) op zijn achttiende om het leven komt, ontstaat er één grote gewelddadige chaos. Groeperingen van allerhande levensovertuigingen en religies trekken massaal de straten op om zwaar bewapend hun gelijk te halen. Ondertussen weert Engeland alle immigranten en zet ze waar ze deze vindt in kooien en later in kampen.
Theo Faron (Clive Owen) gelooft het allemaal wel en verdrijft zijn tijd met zijn vervelende baan en met bezoekjes aan de illegale marihuanaverbouwer Jasper (Michael Caine). Faron is elke vorm van idealisme verloren nadat hij en zijn ex-vrouw Julian (Julianne Moore) hun kind verloren. Hij wordt niettemin op straat ontvoerd en in een busje geladen, waarna hij in een afgeschermde locatie voor het eerst in twintig jaar Julian weer ontmoet. Zij leidt een beweging genaamd The Fishes die zich verzet tegen het overheidsbeleid. Ze heeft zijn hulp nodig om een immigrant naar een goedbeveiligde locatie te brengen, maar wordt onderweg daarnaartoe vermoord. Faron neemt vervolgens de taak op zich om haar werk af te maken. Hij krijgt de verrassing van zijn leven als dit blijkt te gaan om het transporteren van het meisje Kee (Clare-Hope Ashitey) naar de leden van een geheim project. Zij blijkt in verwachting te zijn. Faron slaat met haar en haar vroedvrouw op de vlucht wanneer hij bij toeval hoort dat het ook The Fishes enkel te doen is om het kind in handen te krijgen voor politieke doeleinden.

## Rolverdeling
| Acteur             | Personage     |
| ------------------ | ------------- |
| Clive Owen         | Theo Faron    |
| Julianne Moore     | Julian Taylor |
| Michael Caine      | Jasper        |
| Clare-Hope Ashitey | Kee           |
| Chiwetel Ejiofor   | Luke          |
| Charlie Hunnam     | Patric        |
| Pam Ferris         | Miriam        |
| Danny Huston       | Nigel         |
| Peter Mullan       | Syd           |
| Oana Pellea        | Marichka      |
| Paul Sharma        | Ian           |
| Jacek Koman        | Tomasz        |

## Ontvangst
De film kreeg zeer veel positieve reacties. Op Rotten Tomatoes gaven 93% van de critici een positieve review en heeft de film een gemiddelde score van 8/10, gebaseerd op 209 reviews. Op Metacritic heeft de film een gemiddelde score van 84/100 gebaseerd op 36 reviews.